# Даффи, Брайан
Брайа́н Да́ффи (англ. Brian Duffy; род. 1953) — астронавт НАСА. Совершил четыре космических полёта на шаттлах: STS-45 (1992, «Атлантис»), STS-57 (1993, «Индевор»), STS-72 (1996, «Индевор») и STS-92 (2000, «Дискавери»), полковник ВВС США.

## Личные данные и образование
Брайан Даффи родился 20 июня 1953 года в городе Бостон, штата Массачусетс. В 1971 году окончил среднюю школу в городе Роклэнд, в том же штате. В 1975 году получил степень бакалавра наук в области математики в Академии ВВС США. В 1981 году получил степень доктора наук в области администрирования и менеджмента в Университете Южной Калифорнии.
Женат на Джанет М. Хэлмс, она из Уэст-Лафайетта, штат Индиана. У них двое детей. Он любит гольф, бег и чтение. Радиолюбитель с позывным N5WQW.

## До НАСА
В 1976 году получил степень бакалавриат подготовки пилотов на авиабазе в Коламбусе, в штате Миссисипи. С 1976 года стал летать на самолёте F-15. До 1979 года служил на авиабазе «Лэнгли», штат Виргиния. В конце 1979 года был переведён на авиабазу «Кадена», Окинава, Япония, где в течение трёх лет продолжал летать на F-15. В 1982 году поступил в Школу лётчиков-испытателей. После обучения был распределён на авиабазу «Эглин», во Флориде. Он имеет около 5 000 часов налёта на более чем 25 различных типах самолётов.

## Подготовка к космическим полётам
В 1985 году Даффи был приглашён в НАСА. В июле 1985 года был зачислен в отряд НАСА в составе 11-го набора, кандидатом в астронавты. Стал проходить обучение по курсу Общекосмической подготовки (ОКП). По окончании курса, в июле 1986 года получил квалификацию «пилот» и назначение в Офис астронавтов НАСА. Он принимал участие в разработке и тестировании дисплеев, алгоритмов работы лётных экипажей, а также отладкой программного обеспечения шаттлов. Был оператором связи в Центре управления полётами во время нескольких миссий. Он также работал в качестве помощника Директора (технического) и и. о. Директора в Космическом Центре имени Джонсона в Хьюстоне, штат Техас.

## Полёты в космос
- Первый полёт — STS-45[4], шаттл «Атлантис». C 24 марта по 2 апреля 1992 года в качестве пилота. Это был первый из полётов шаттла с лабораторией «ATLAS-1» для изучения атмосферы Земли и её взаимодействие с Солнцем. Продолжительность полёта составила 8 суток 22 часа 10 минут[5].

- Второй полёт — STS-57[6], шаттл «Индевор». C 21 июня по 1 июля 1993 года в качестве пилота. Основная цель полёта: доставка шаттлом европейского робота-манипулятора, выход в открытый космос двух членов экипажа, проведение различных экспериментов в первом полёте Спейсхэба, продолжение медико-биологических исследований и астрономических наблюдений. Продолжительность полёта составила 9 суток 23 часа 46 минут[7].

- Третий полёт — STS-72[8], шаттл «Индевор». C 11 по 20 января 1996 года в качестве командира корабля. Основной задачей миссии был захват на орбите и возвращение на Землю японского исследовательского спутника — англ.  ’’Space Flyer Unit (SFU)’’. Спутник SFU (вес: 3.577 кг) был запущен с японского космодрома Танэгасима, ракетой — H-II, 18 марта 1995 года. На третий день полёта «Индевора», спутник SFU был захвачен краном-роботом и помещён в грузовой отсек шаттла. Краном-роботом управлял японский астронавт Коити Ваката. Был развернут и выпущен в свободный полёт научно-исследовательский спутник — OAST-Flyer (Office of Aeronautics and Space Technology Flyer). Этот спутник находился в автономном полёте, примерно, 50 часов и удалялся от «Индевора» на расстояние до 72 км. Затем этот спутник был захвачен роботом-манипулятором и вновь помещён в грузовой отсек «Индевора». Проводились исследования озонового слоя атмосферы Земли. Проводились работы по точному измерению высоты полёта шаттла над поверхностью Земли. Проводились также медицинские и биологические исследования. Продолжительность полёта составила 8 суток 22 часа 2 минуты[9].

- Четвёртый полёт — STS-92[10], шаттл «Дискавери». C 11 по 24 октября 2000 года в качестве командира корабля. Основной задачей полёта была стыковка с Международной космической станции (МКС), продолжение её сборки, доставка ферменной конструкции Z1, гироскопов с управляющим моментом. Был доставлен герметичный стыковочный переходник-3 (PMA-3), оборудованный стыковочными узлами (был установлен на поддон Спейслэба), первоначально был пристыкован к надирному (нижнему, или обращённому к Земле) порту «Юнити». Продолжительность полёта составила 12 дней 21 час 44 минуты[11].

Общая продолжительность полётов в космос — 40 дней 17 часов 37 минут.

## После полётов
Ушёл из отряда астронавтов и из НАСА 13 июня 2001 года. С 2004 года по 2008 год Даффи был вице-президентом в корпорации Lockheed Martin. В дальнейшем стал вице-президентом в корпорации АТК.

## Награды и премии
Награждён: Медаль «За космический полёт» (1992, 1993, 1996 и 2000), Крест лётных заслуг (США), Медаль «За похвальную службу» (США), Медаль «За отличную службу» (США), Медаль похвальной службы (США) и многие другие.